# Metrampaż
Metrampaż, łamacz (fr. metteur en pages, dosł. składający w stronice, od: mettre – kłaść, wprawić, z łac. mittere; page – stronica z łac. pagina)– składacz formujący ręcznie kolumny publikacji ze szpalt i tabel (złożonych przez zecera) oraz innych elementów jak: klisze, ornamenty, czcionki tytułowe itp.